# Češinovo
Češinovo (makedonsky: Чешиново) je vesnice v Severní Makedonii. Nachází se v opštině Češinovo-Obleševo ve Východním regionu.
Do roku 2004 byla centrem dnes již neexistující opštiny Češinovo.

## Geografie
Češinovo se nachází v nejnižší části údolí Kočanska kotlina. Nachází se mezi třemi většími městy - 13 km od města Kočani, 21 km od Štipu a 26 km od Probištipu.

## Historie
Na konci 19. století byla vesnice součástí Osmanské říše. Podle bulharského etnografa a spisovatele Vasila Kančova žilo v roce 1900 ve vesnici 310 obyvatel, všichni se hlásili k makedonské národnosti a křesťanské víře.
Během 20. století byla součástí Jugoslávie, konkrétně Socialistické republiky Makedonie.

## Demografie
Podle sčítání lidu z roku 2002 žije ve vesnici 998 obyvatel, všichni jsou Makedonci.
| Rok          | 1900 | 1905 | 1948 | 1953 | 1961  | 1971  | 1981  | 1991  | 1994  | 2002 |
| ------------ | ---- | ---- | ---- | ---- | ----- | ----- | ----- | ----- | ----- | ---- |
| Obyvatelstvo | 310  | 320  | 791  | 927  | 1 134 | 1 200 | 1 224 | 1 051 | 1 052 | 998  |